# Vražji rubinovec
Vražji rubinovec ali vražji goban (znanstveno ime Rubroboletus satanas) je gliva iz rodu rubinovcev (Rubroboletus). Najdemo jo v listnatih in mešanih gozdovih v toplejših predelih Evrope. Je eda izmed redkih strupenih cevark (Boletaceae) in povzroča gastrointenstinalni sindrom, vendar so poročila o zastrupitvah redka, zaradi izrazito odbijajoče obarvanosti, vonja in okusa. V Sloveniji je redek in zaščiten.

## Značilnosti
Velikost klobuka lahko doseže impresivnih 30 cm v premeru. Sprva je polobel z zavihanim robom, v zrelosti se razpre in vboči. Pri starejših primerkih postane rob lahko rahlo valovit. V mladosti je sivkasto bele do srebrno bele ali rumenkaste barve, starejši primerki pa dobijo olivne, okraste ali rjavkaste odtenke. Površina klobuka je rahlo žametna, v zrelosti postane gladka in v mokrem vremenu rahlo lepljiva. Kožica je tesno pritrjena in se ne lušči.
Trosovnica je sestavljena iz zelenkasto rumenih cevk, ki so proste do rahlo priraščene na bet in so dolge do 3 mm. Ustja cevk so zaobljena, sprva rumene do oranžne barve, vendar kmalu postanejo škrlatno rdeče in ob dotiku ali poškodbah takoj pomodrijo.
Bet je dolg od 5 do 15 cm. Je izrazito čebulast in pogosto širši od svoje dolžine. Njegova barva je na vrhu zlato rumena do oranžna, nižje postaja vse bolj rožnato rdeča do rdečkasto oranžna, proti dnu pa temno karminasto rdeča do škrlatno rdeča. Okrašena je s fino, rumenkasto do rdečkasto šesterokotno mrežo, ki je včasih omejena na zgornjo polovico beta.
Meso je debelo, gobasto in belkasto, pri nezrelih primerkih pa je lahko rumeno, pri dnu beta pa včasih rdečkasto. Ob rezu se počasi obarva zbledelo modro, okoli vrha in nad cevkami pa intenzivneje pomodri. Vonj je pri mladih gobah šibek, pri starejših pa postane vse bolj neprijeten in spominja na mrhovino. Mladi primerki imajo domnevno prijeten okus po oreščkih.

### Razširjenost in življenjski prostor
Vražji rubinovec je široko razširjen po vsem zmernem pasu, vendar je povsod redek. V Evropi se večinoma pojavlja v južnih regijah, v severnih državah pa je redek ali ga sploh ni. Raste poleti in zgodaj jeseni v toplih, listnatih in mešanih gozdovih. Tvori ektomikorizne združbe s hrastom (Quercus) in kostanjem (Castanea), na apnenčasti podlagi. Drugi pogosti gostitelji so beli gaber (Carpinus), bukev (Fagus) in lipa (Tilia).

### Strupenost
Ta goba je zmerno strupena, zlasti če jo uživamo surovo. Simptomi, ki so pretežno gastrointestinalne narave, vključujejo slabost, bolečine v trebuhu in močno bruhanje s krvavo drisko, ki lahko traja do šest ur.
Iz vražjega rubinovca je bil izoliran toksični encim bolesatin, ki je odgovoren za zastrupitve.
Bolesatin je zaviralec sinteze beljakovin in je pri miših povzročil masivno trombozo.
Pri nižjih koncentracijah je bolesatin mitogen, ki inducira delitev celic v človeških limfocitih T.
Iz njega so izolirali tudi muskarin, vendar naj bi bile količine premajhne, da bi povzročile toksične učinke pri ljudeh
. Novejše študije so zastrupitev, ki jo povzroča R. satanas, povezale s hiperprokalcitonemijo in jo razvrstile kot poseben sindrom med zastrupitvami z glivami.
Angleški mikolog John Ramsbottom je leta 1953 poročal, da se vražji rubinovec uživa v nekaterih delih Italije in nekdanje Češkoslovaške. V teh regijah naj bi gobo jedli po dolgotrajnem vrenju, ki naj bi nevtralizirala toksine, čeprav to ni bilo nikoli znanstveno dokazano. Ramsbottom je špekuliral, da morda obstajajo regionalne razlike v njeni strupenosti in domneval, da gliva morda ni tako strupena, kot se na široko poroča.

### Podobne vrste
Rdečerumenega rubinovca (Rubroboletus rhodoxanthus) raste na apnenčasti podlagi, klobuk ima rožnate odtenke, bet je valjast ali kijast z zelo gosto, dobro razvito mrežo in limonasto rumeno meso, ki se pri vzdolžnem prerezu jasno obarva modro le v klobuku.
Prelestni rubinovec (Rubroboletus legaliae) je tudi acidofilna gliva, ima rožnate odtenke na klobuku, meso, ki se ob prerezu bolj modro obarva in ožje trose, ki merijo 9–15 × 4–6 μm.
Krvavordeči rubinovec (Rubroboletus rubrosanguineus) je povezan s smreko (Picea) ali jelko (Abies), ima rožnate odtenke na klobuku in manjše trose, velike 10–14,5 × 4–6 μm.
Caloboletus calopus je običajno povezan z iglavci, ima pore, ki ostanejo obstojno rumene tudi v prezrelih sadnih telesih, ima bolj vitko, valjasto ali klavasto peclje in ožje trose, ki merijo 11–16 × 4–5,5 μm.
Rubroboletus pulchrotinctus ima spremenljivo barvo klobuka z rožnatim pasom na robu; ima motno obarvan bet brez temno rdečih odtenkov, cevke ostanejo rumene ali oranžne tudi pri zrelih gobah in nekoliko ožje trose, ki merijo 12–15 × 4,5–6 μm.

### Mikroskopske značilnosti
Trosni prah je olivno rjav.
Trosi so vretenaste oblike in merijo 10–16 × 4,5–7,5 μm. Povrhnjica klobuka je sestavljena iz prepletenih septiranih hif, ki so pogosto fino inkrustrirane.

## Taksonomija
Prvotno ga je kot Boletus satanas opisal nemški mikolog Harald Othmar Lenz leta 1831. Lenz je poznal poročila o neželenih učinkih na ljudi, ki so zaužili to gobo in se je med opisovanjem očitno počutil slabo zaradi njenih "vplivov" in ji zato dal tako zlovešče ime.
Genetska analiza iz leta 2013, je pokazala, da so B. satanas in številni drugi gobani z rdečimi cevkami del klade "Dupainii" poimenovane po Dupainovem rubinovcu (Rubroboletus dupainii) in so oddaljeni od osrednje skupine gobanov znotraj Boletaceae. Zato je bila vrsta leta 2014 prenešena v nov rod rubinovcev (Rubroboletus), skupaj z več sorodnimi vrstami, ki imajo trosovnico sestavljeno iz rdečih cevk in modrim obarvanjem.